# エレン・スワロウ・リチャーズ
エレン・スワロウ・リチャーズ（Ellen Swallow Richards、1842年12月3日 – 1911年3月30日）は、アメリカの化学者。水質検査基準を確立したパイオニアであり、アメリカで最初の女性職業化学者であるとされる。同時に学校給食制度や家政学の成立に貢献した。

## 経歴

### 生い立ち
1842年12月3日、マサチューセッツ州ダンスタブルに生まれる。
16歳までの教育は家庭で両親から受ける。大学入学を目指して自ら貯金を蓄え、26歳の時に、ニューヨーク州のヴァッサー大学に入学する。在学中、同大学で教鞭をとっていた女性天文学者マリア・ミッチェルの影響を受けている。ただし、天文学には進まず、化学を通じた社会奉仕への関心から、化学の道へ進んだ。
ヴァッサー大学卒業後、1871年に、女性として初めてマサチューセッツ工科大学（MIT）に入学。特別生として、学費を免除されての入学であった。これは、評議員や学生から文句が出た場合に学生ではないと弁明できるための措置だったが、リチャーズ自身は、学長の優しさによるもとの認識していたと述べている。

### 業績
MIT卒業後、MITの鉱物学者ロバート・ハロウェル・リチャーズ（英語: Robert Hallowell Richards）と結婚。他の女性たちの科学の勉強の機会を創るために努力し、その結果、1876年にMITに女子実験室を開設された。この実験室は、世界最初の女性科学研究所とされる。リチャーズは女子実験室の助手になるとともに、特別生として入学した女性たちの教育とサポートに尽力した。1878年、女子実験室は取り壊され、MITの正規の学生のための科学研究所として生まれ変わり、また女性も男性と同等に入学できるようになった。
1884年にMITは新しい研究所を開設し、リチャーズは衛生化学を担当。加えて、1887年から、マサチューセッツ州の上下水の包括的分析調査に従事した。この調査では、約4万件ものサンプルの分析を行い、世界初の水質純度表の規準となる「正常塩素量地図」を作成した。なお、この業績は日本ではほとんど受容されてこなかった。
女性の教育機会拡大の先駆者としても活躍する。マリオン・タルボット（英語: Marion Talbot）と共に、1882年に、大学女子卒業生の会（Association of Collegiate Alumnae）を設立（後の米国大学女性協会（英語: American Association of University Women））。また、アンナ・エリオット・ティクナー（英語: Anna Eliot Ticknor）の尽力によって設立されていた 家庭学習を奨励する会（英語: Society to Encourage Studies at Home）において科学分野を担当し、女性のための通信教育に貢献した。
1890年、ボストンにニューイングランド・キッチンを開設し、低所得者層の人達の食事についての意識改革を試みたが、受け入れられず閉鎖の道をたどった。ここでの考え方や技術を活かし、1893年に開催されたシカゴ万国博覧会において、ランフォード・キッチンを開設し、展示を行った。この展示は、合理的な調理方法や台所改善の必要性を具体的に伝えるものであり、来場者は1万人におよび、栄養教育の啓発や増進に成果を残した。  
1899年には、図書館学者のメルヴィル・デューイと共に、ニューヨーク州レイク・プラシッドにて、家政学に関する会議であるレイク・プラシッド会議を組織するとともに議長を務めた。この会議は1908年まで10回開催され、米国家政学会（英語: American Home Economics Association）の設立に至り、リチャーズは、米国家政学会の初代会長に選出されている。
晩年、1910年に『Euthenics: the science of controllable environment』（邦訳『ユーセニクス : 制御可能な環境の科学』）を著し、環境調和的文化の創造や、ユーセニクス（優境学）の普及に尽力した。
1911年3月30日、ジャメイカ・プレイン（英語: Jamaica Plain）の自宅で死去。自宅は1992年に国定歴史建造物に指定されている。

## 主な著作
- Richards, Ellen (1898) [1885]. Food materials and their adulterations.. Boston: Estes and Lauriat, (1885); Home Science Publishing Co.. (iv, 183)
- Richards, Ellen (1899). Plain words about food: the Rumford kitchen leaflets 1899.. Boston: Home Science Publishing Co.. (176, [10] leaves of plates)
- Richards, Ellen (1904). First lessons in food and diet. (1st ed.). Boston: Whitcomb & Barrows
- Richards, Ellen (1905). The Cost of Shelter. (1st ed.). New York: John Wiley & Sons; [etc.]. ISBN 1414230125
- Richards, Ellen (1906?). Meat and drink. Boston: Health-Education League.
- Richards, Ellen (c.1908). The Efficient worker. Boston: Health-Education League.
- Richards, Ellen (c.1908). Health in labor camps. Boston: Health-Education League.
- Richards, Ellen (1908 or 1909). Tonics and stimulants. Boston: Health-Education League.
- Richards, Ellen (1909) [1900]. Air, water, and food: from a sanitary standpoint. (3rd ed.). New York: John Wiley & Sons, etc. with Alpheus G. Woodman.
- Richards, Ellen (1912) [1910]. Euthenics: The Science of Controllable Environment : A Plea for Better Conditions As a First Step Toward Higher Human Efficiency. (2nd ed.). Boston: Whitcomb & Barrows. ISBN 0405098278（邦訳）エレン・H.リチャーズ 著, 住田和子, 住田良仁 訳『ユーセニクス : 制御可能な環境の科学』, スペクトラム出版社, 2005年, ISBN 4-902082-04-7）

### 著作集
- 住田和子編・解説. (2007) Collected Works of Ellen H. Swallow Richards（『エレン・スワロウ・リチャーズ著作集』）. (5 vols.) Tokyo: Edition Synapse. ISBN 978-4-86166-048-1

### 著作（邦訳）
- 住田和子, 住田良仁 訳.『ユーセニクス : 制御可能な環境の科学』, スペクトラム出版社, 2005年, ISBN 4-902082-04-7

### 単行書
- C.L.ハント 著, 小木紀之, 宮原佑弘 監訳『家政学の母エレン・H.リチャーズの生涯』家政教育社, 1980年, 全国書誌番号:81008170
- ロバート・クラーク 著, 工藤秀明 訳『エコロジーの誕生 : エレン・スワローの生涯』新評論, 1994年, ISBN 4-7948-0226-9
- エスリー・アン・ヴェア 著, ジェニファー・ヘイジャーマン 挿絵, 住田和子, 住田良仁 訳『環境教育の母 : エレン・スワロウ・リチャーズ物語』東京書籍, 2004年 ISBN 4-487-75740-1
- 住田和子編・解説. (2007) Collected Works of Ellen H. Swallow Richards（『エレン・スワロウ・リチャーズ著作集』）. (5 vols.) Tokyo: Edition Synapse. ISBN 978-4-86166-048-1, （別冊解説「エレン・リチャーズの人と思想-生涯と著作」）
- E.M.ダウティー 著, 住田和子, 鈴木哲也 共訳『アメリカ最初の女性化学者エレン・リチャーズ : レイク・プラシッドに輝く星』, ドメス出版, 2014年, ISBN 978-4-8107-0806-6
- レイチェル・イグノトフスキー著『世界を変えた50人の女性科学者』創元社 2018年, p85-88, ISBN 9784422400389

### 論文
- 香川晴美「エレン・リチャーズの栄養教育の試み : シカゴ博"ランフォード・キッチン"」『山陽学園短期大学紀要』43(0), p.33-46: 2012 doi:10.24598/sanyot.43.0_33.
- 楠幹江「シカゴ万国博覧会における二人の女性 : Ellen Swallow Richards & Mary Stevenson Cassatt」『安田女子大學紀要』(47):2019 p.211-218, doi:10.24613/00000435.
- 柴静子「アメリカにおける家政教育の発展とE. H. リチャーズの役割 : シカゴ万国博覧会でのランフォード・キッチンの展示を中心に」『教科教育学研究 』（10）:1995 p15-28, . http://ir.lib.hiroshima-u.ac.jp/00031696.
- 村上哲生「Richards, E. H. の水環境研究と我国での受容 : 特に「正常塩素量地図」と腐植物の定量について」『名古屋女子大学紀要』(61):2015.3 p.67-71, NII:1103/00002344.